# Schilderen (vakmanschap)

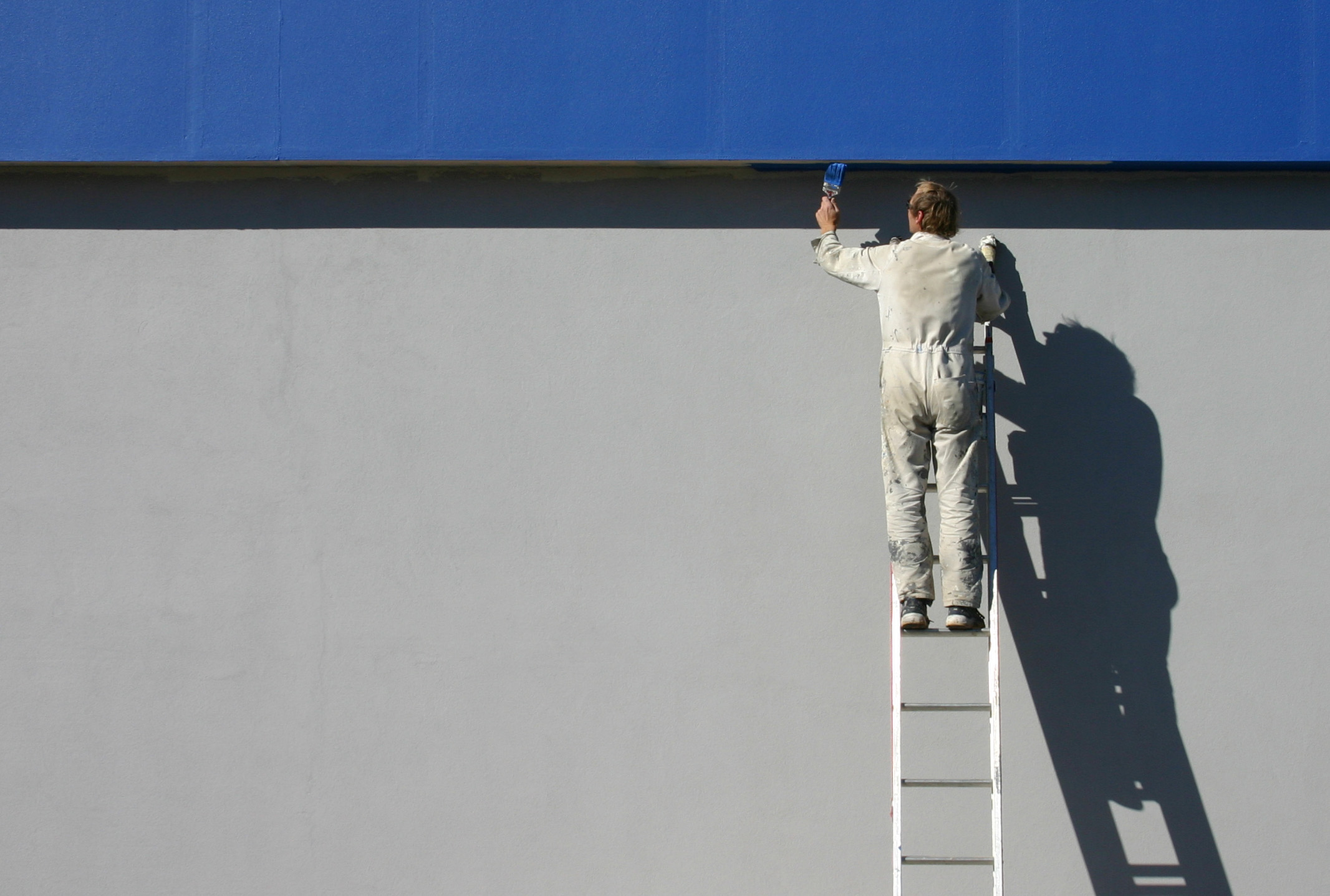
Een huisschilder

Schilderen is het vak uitgeoefend door een schilder waarbij op een daartoe te beschermen oppervlak een verf(-stof) wordt aangebracht, meestal in een bepaalde vooraf specifiek gekozen kleur.
Schilderen (minder gangbaar: verven) bestaat al sinds de mens in zijn woonomgeving aanpassingen verzorgt zodat het wonen voor hem aangenamer is. De verfstof heeft zich in de eeuwen ontwikkeld vanaf eenvoudige producten van zuiver natuurlijke aard tot puur chemische producten die een hoge weerstand bieden tegen alle vormen van aantasting en veroudering.

## Redenen om te schilderen
De meest gebruikelijke redenen om te schilderen zijn:
- beschermen van het oppervlak tegen schade door veroudering of verwering (denk aan houtrot, schimmel etc.)[2]
- bescherming door het vastkleven van zeer kleine losse bestanddelen (de grootte van een zandkorrel) in een wand van zachte steensoorten
- verbeteren van de verlichtingskwaliteit en de beleving van een ruimte
- verbeteren van de akoestische eigenschap ven een ruimte (schilderwerk heeft slechts geringe invloed op de akoestiek)
- verfraaiing van een element door het toepassen van een kleur (soms is de kleur aangebracht met een dekkende verfstof waardoor een zuivere kleur overblijft, soms is de kleur afhankelijk van de ondergrond omdat de aangebrachte verf transparant is)

## Behandeling
Het oppervlak waar het schilderwerk op wordt aangebracht heet in vaktaal de ondergrond. Het product of eindresultaat van het schilderen heet in vaktaal het schilderwerk.
Het schilderen bestaat globaal uit de volgende handelingen:
- beoordelen van de ondergrond en kiezen van het juiste schildersysteem
- verwijderen van alle losse onderdelen en alle vuil op de ondergrond
- glad maken van de ondergrond (grof schuren)
- herstellen van gebreken aan de ondergrond (vaak door te plamuren hetgeen inhoudt het vullen van gaten met een uithardend vulmiddel)
- fijn schuren voor de eerste laag schilderwerk
- aanbrengen van een onderlaag (soms met een specifiek middel genaamd primer om een betere hechting te krijgen)
- drogen
- aanbrengen van een eerste laag schilderwerk
- drogen
- aanbrengen van de definitieve laag schilderwerk (vaak wordt de vorige laag licht opgeschuurd om een gladder oppervlak te verkrijgen)
- drogen
- opleveren van het schilderwerk met een eindinspectie

Een schildersysteem, zoals hierboven genoemd, bestaat uit een aantal verschillende zaken:
- de specifiek voor de situatie toe te passen verf (of indien van toepassing meerdere verven)
- de specifieke werkwijze om de verf (verven) aan te brengen
- de wijze waarop het werk wordt geïnspecteerd en gecontroleerd om toe te zien of het werk voldoet aan de vraag

Om er voor te zorgen dat het voor iedereen (opdrachtgever, inspecteur en schilder) duidelijk is wat het eindresultaat moet zijn wordt vaak een schildersbestek samengesteld waarin het systeem volledig staat uitgeschreven. Een schildersbestek wordt vaak opgesteld door een specialistisch adviesbureau. Het schildersbestek wordt ook vaak gebruikt als aanbestedingsdocument: voor de opdrachtgever wordt met het bestek een prijs voor de uitvoering gevraagd aan meerdere schilders.

## Twee-jaren-systeem
De werkzaamheden zoals beschreven in de alinea "Behandeling" worden door sommige bedrijven verdeeld over twee fasen.
In de eerste fase wordt het houtwerk voorbehandeld (ondeugdelijke verflagen verwijderen, schuren, gebreken repareren) en geschilderd met een vochtregulerende (waterdampdoorlatende) verf.
Vervolgens blijft het schilderwerk één à twee jaar "overstaan", zodat teveel aan vocht in het hout door de verflaag heen kan uitdampen.
In de tweede fase wordt het schilderwerk nagelopen op gebreken, zoals open gesprongen verstekken of droogte scheurtjes. Eventuele gebreken worden gerepareerd en het houtwerk wordt afgeschilderd met de eindlaag.
Voordelen van een twee-jaren-systeem:
- Het heeft een hoger rendement dan een verfsysteem dat in één keer wordt afgemaakt
- Het houtwerk heeft vaak een betere droogheid bij het afschilderen
- Gebreken die tussen de twee fasen ontstaan, kunnen in de tweede fase nog worden gerepareerd
- Kosten worden over twee jaar verdeeld
- In de tweede fase kan -afhankelijk van de staat van het hout- gekozen worden om een vochtregulerende of afsluitende verf te gebruiken.

## Applicatie
Verf aanbrengen heet ook wel appliceren, maar de meeste schilders noemen hun eigen werk schilderen.

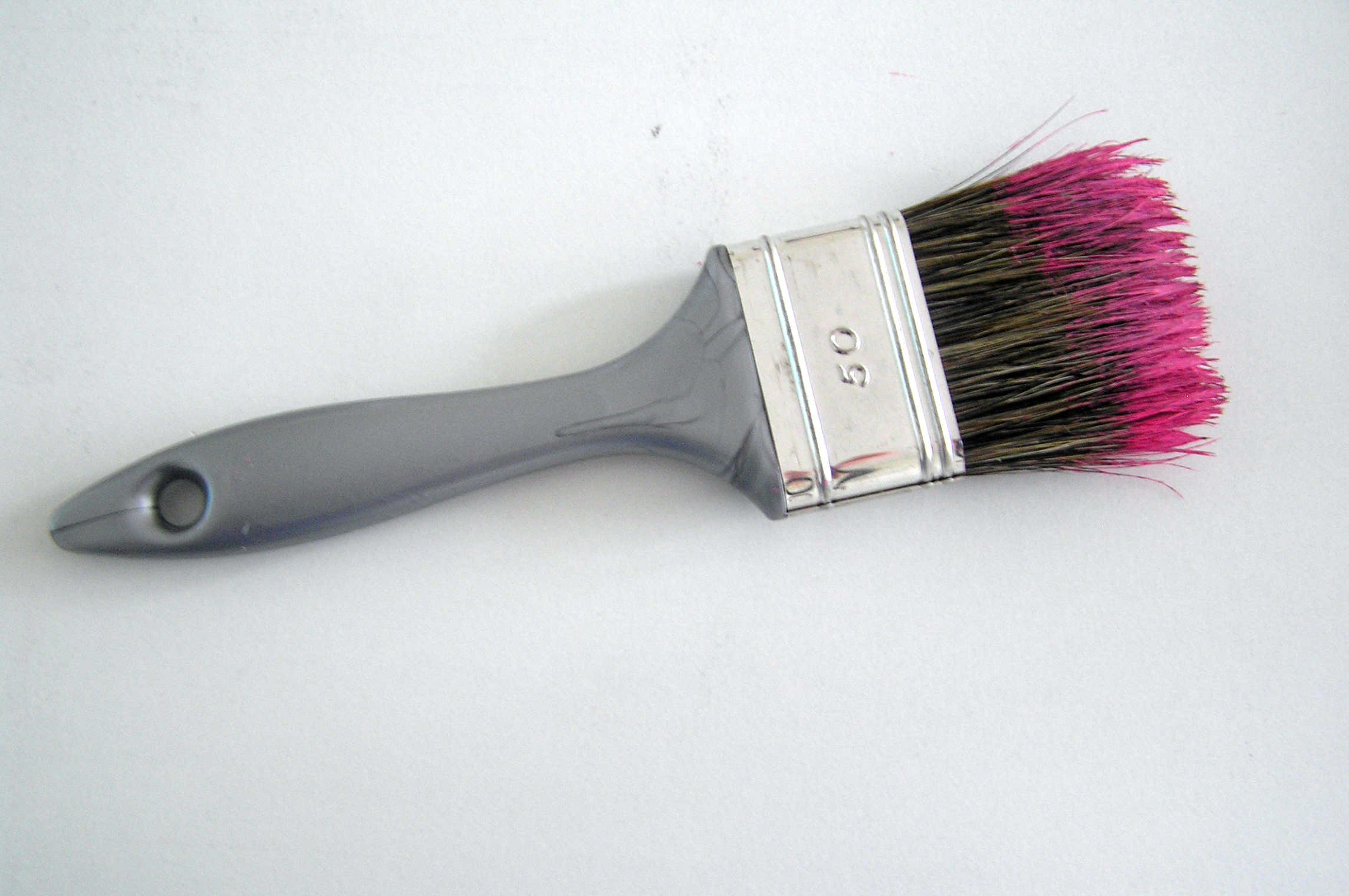
Moderne kwast met een metalen huis voor het vastzetten van de haren.
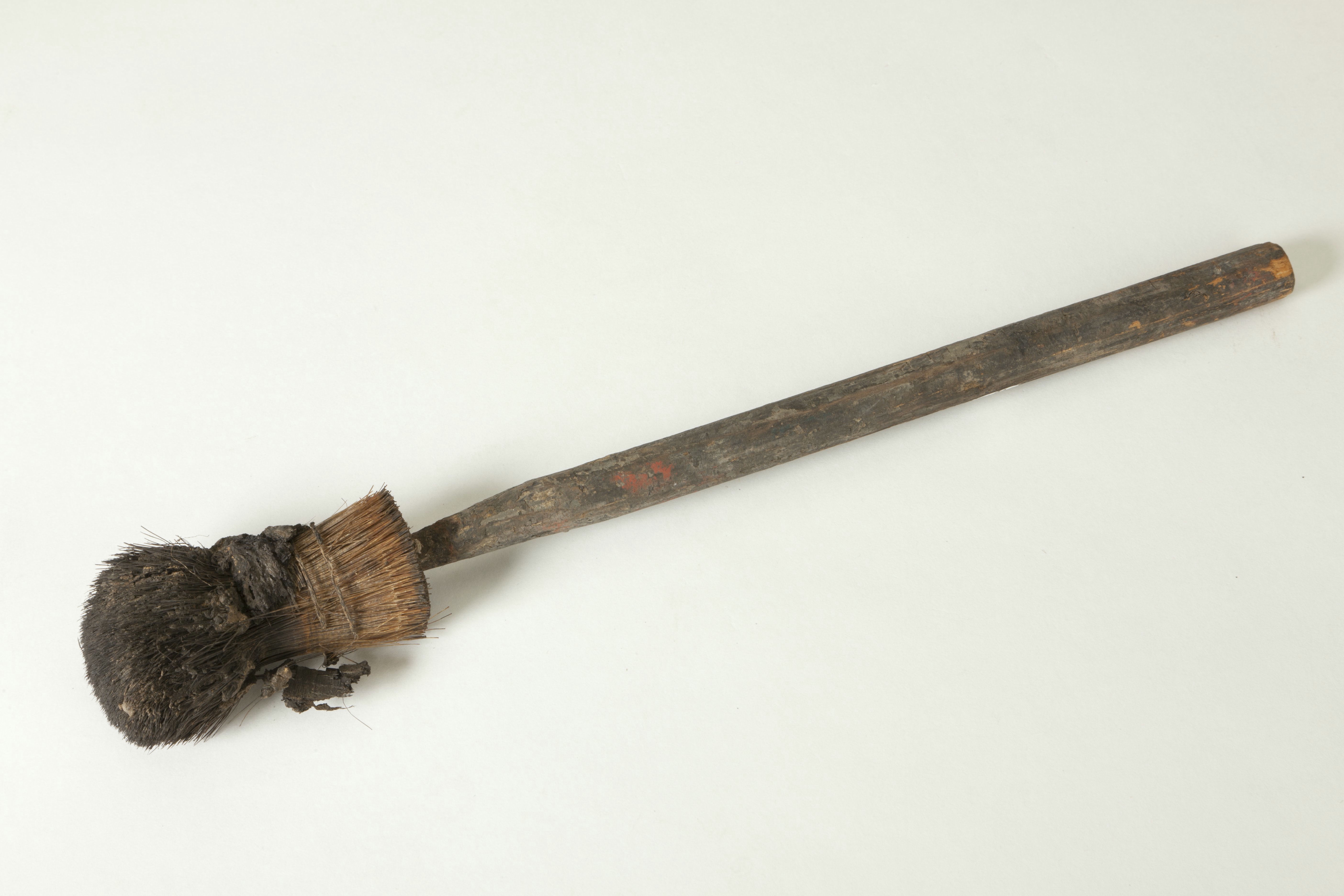
Oude houten kwast met metalen huis voor het vastzetten van de haren.
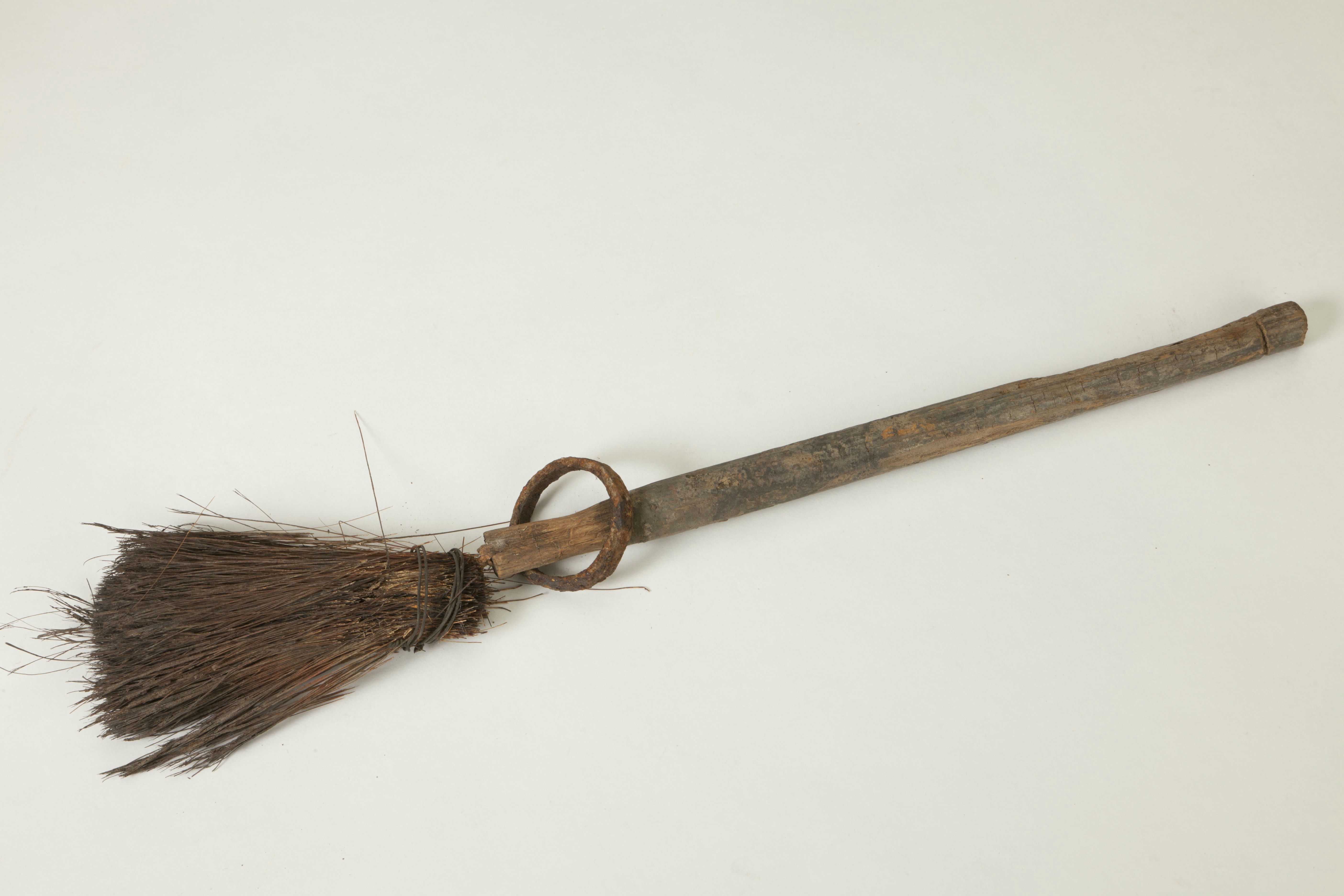
Oude houten kwast met metalen draad voor het vastzetten van de haren.
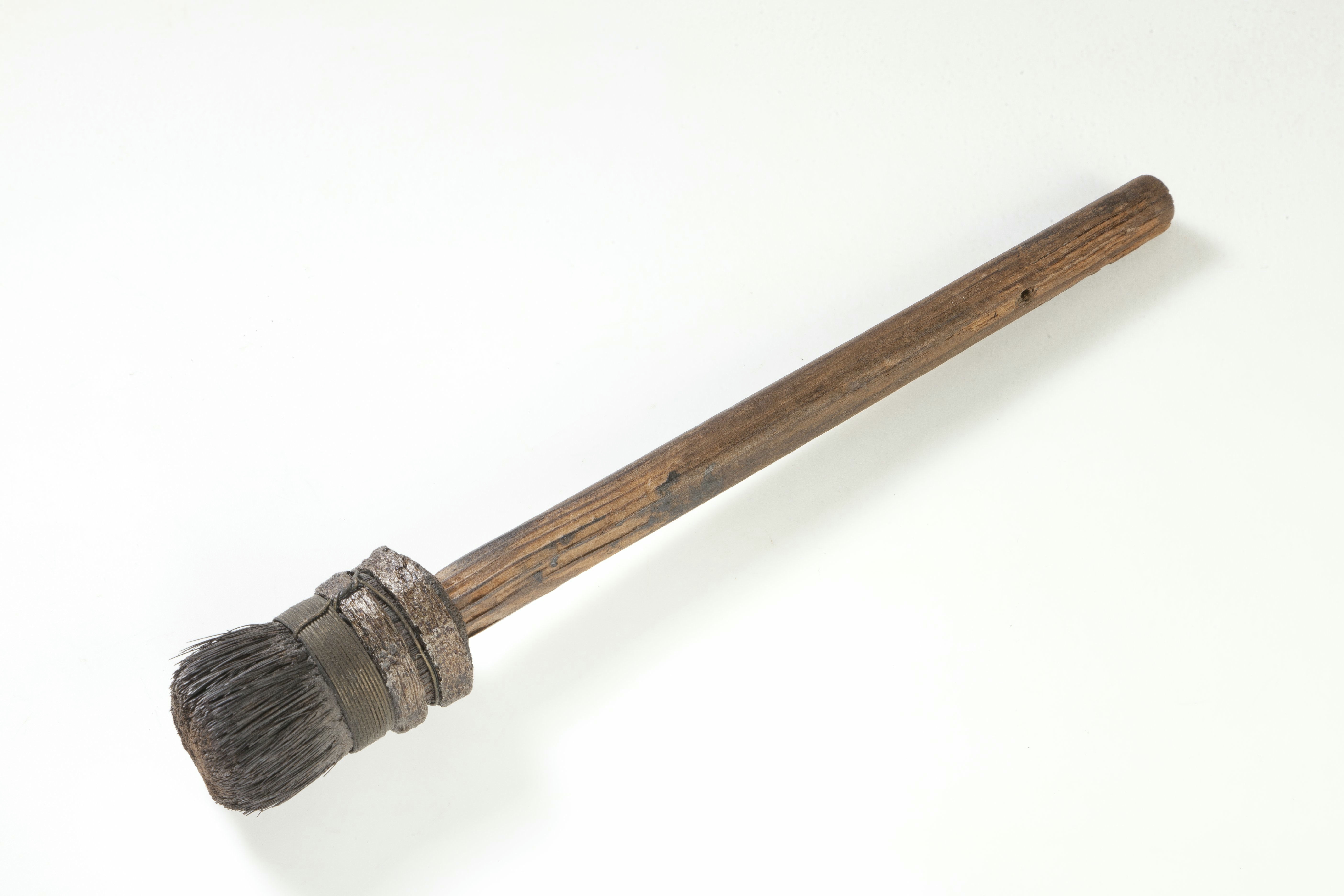
Oude houten kwast met koperen draad voor het vastzetten van de haren.
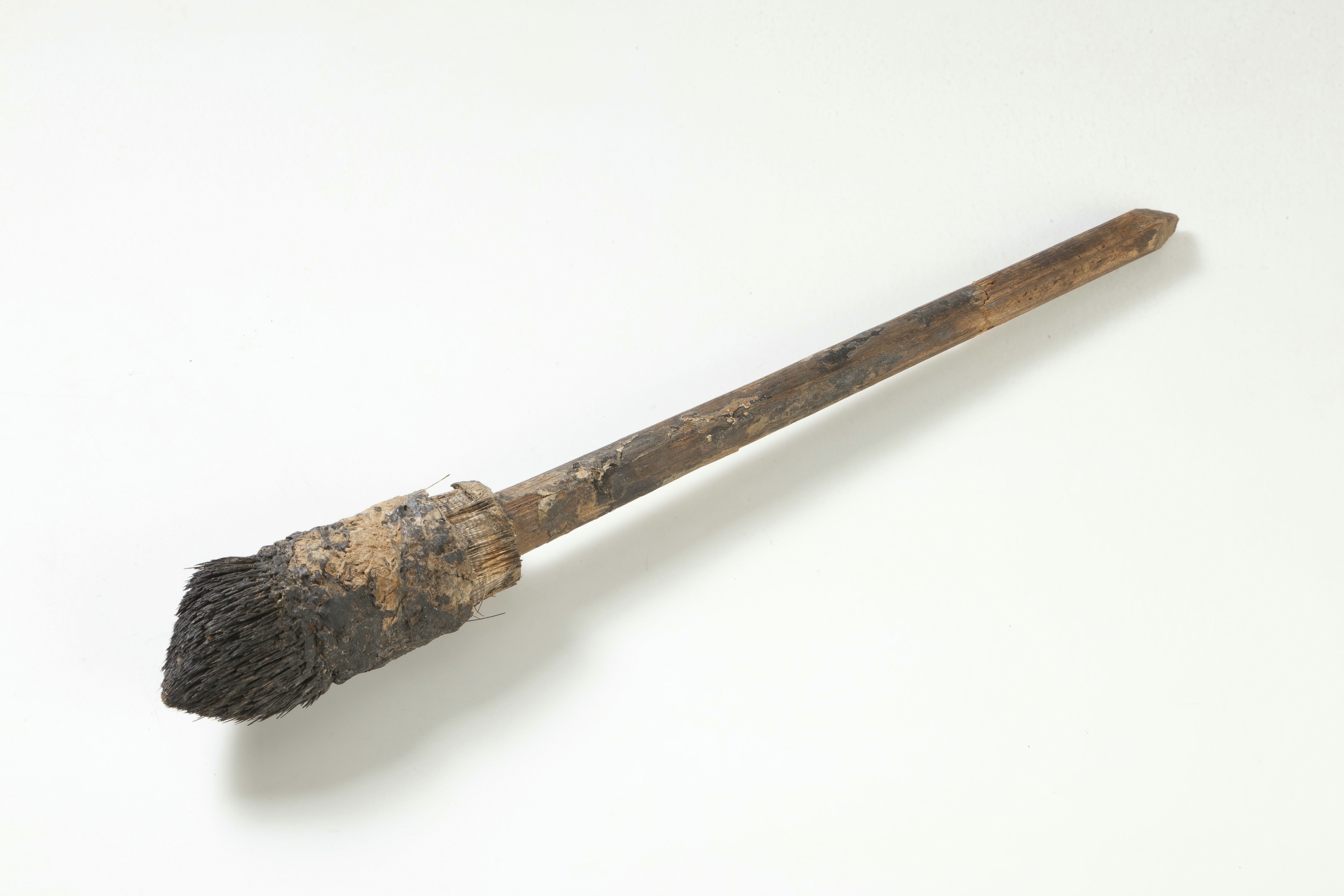
Oude houten kwast met leer of vlas door het vastzetten van de haren. Gevonden in de omgeving van Swifterbant bij de opgraving van een schip dat daar is vergaan.
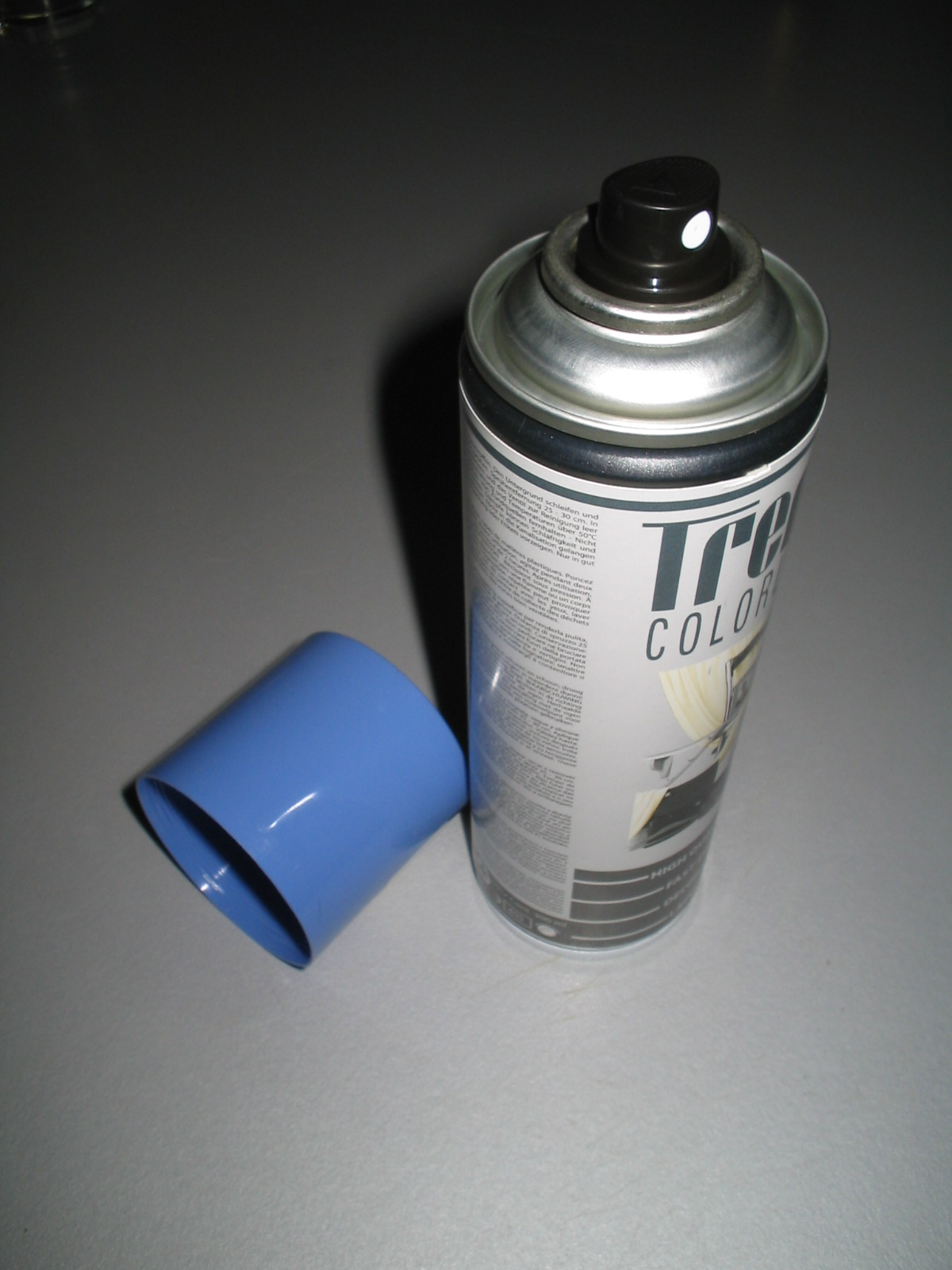
Spuitbus met lak (lichtblauw conform de dop).

De verf wordt door de schilder op het oppervlak aangebracht met het volgende gereedschap:
- met een kwast
- met een verfroller
  - van wol of vacht
  - van schuim (spons)
- met een verfspuit
  - machinaal op luchtdruk
  - machinaal op lage druk
  - airless
  - uit een bus

De keuze van het gereedschap wordt bepaald door een veelheid aan factoren, zoals de voorkeur van de schilder of die van de opdrachtgever, noodzaak, nut, invloed op het eindresultaat. De keuze van het materiaal bepaalt het uitzicht van het resultaat, maar in veel gevallen zijn de diverse gereedschappen in principe uitwisselbaar. Voor een uitzonderlijk glad eindresultaat zal de keuze echter beperkt zijn tot spuitsystemen en waar kwaststrepen deel uitmaken van het te behalen eindresultaat (zoals bij kalei) is vanzelfsprekend de keuze beperkt tot verschillende soorten kwasten. Combinaties zijn ook mogelijk, bijvoorbeeld in het geval van houten deuren en ramen, waarbij de verf vaak wordt aangebracht met een kwast (om de verf tot in de poriën door te laten dringen) en nagerold met een (schuim)rol om een zo glas mogelijke eindafwerking te behalen zonder kwaststrepen. Een ander voorbeeld is het spuiten van latex met een airless en narollen met een vachtrol (hetgeen een structuur achterlaat), zodat de schilder een hoog rendement behaalt, maar het eindresultaat nadien gemakkelijk met eenzelfde soort rol bij te werken valt.

## Technieken
Naast het traditionele schilderen, wordt er bij het schilderen ook gebruikgemaakt van diverse (ambachtelijke) schildertechnieken.
Enkele voorbeelden:
- marmeren
- houten
- kalei
- trompe-l'oeil
- spons- en zeemtechnieken
- craqueleren (bewust aanbrengen van Craquelé)

## Nieuwbouw en onderhoud

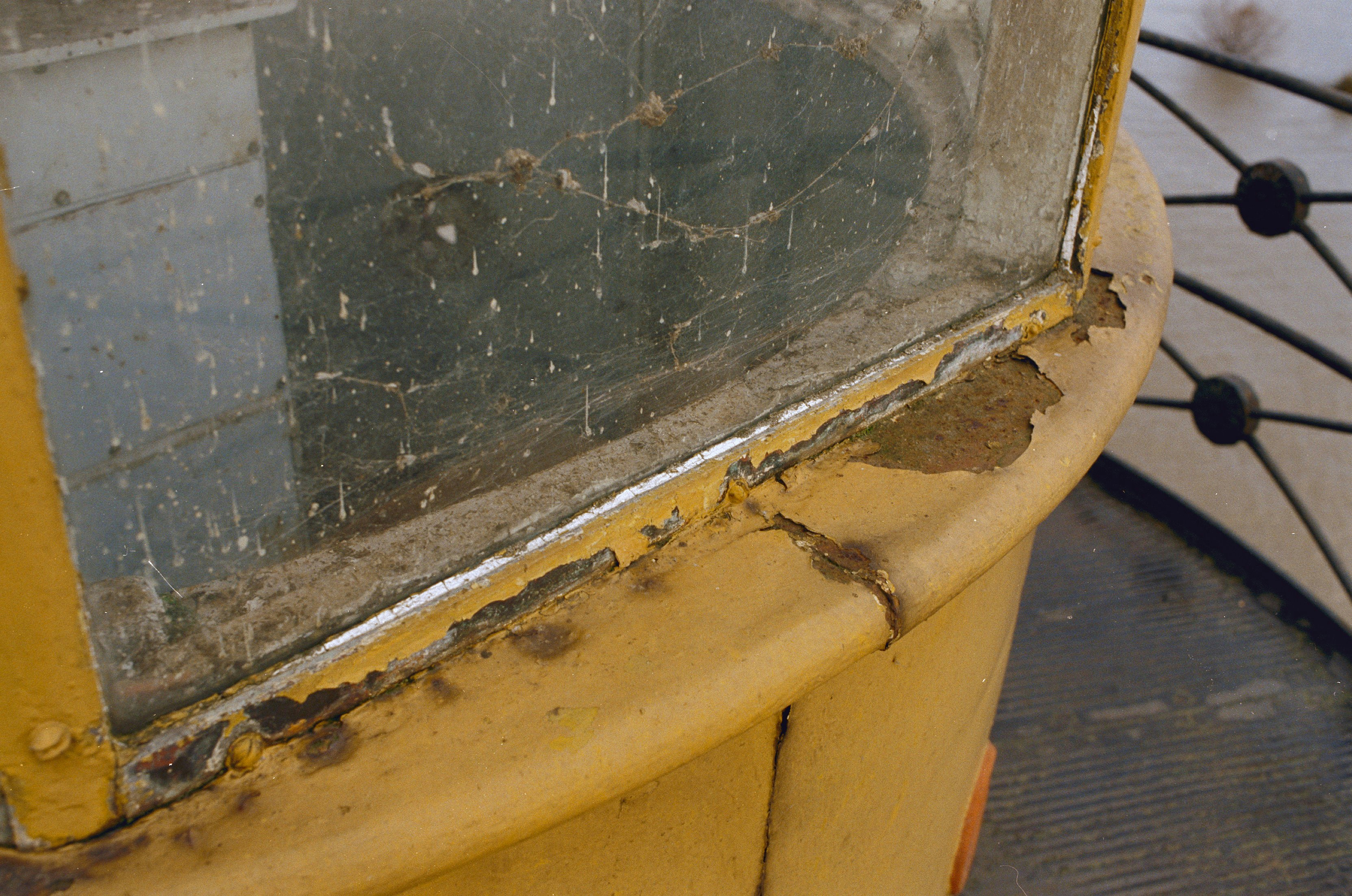
Onderhoud uit te voeren aan roestende gietijzeren kolom met gele verf.

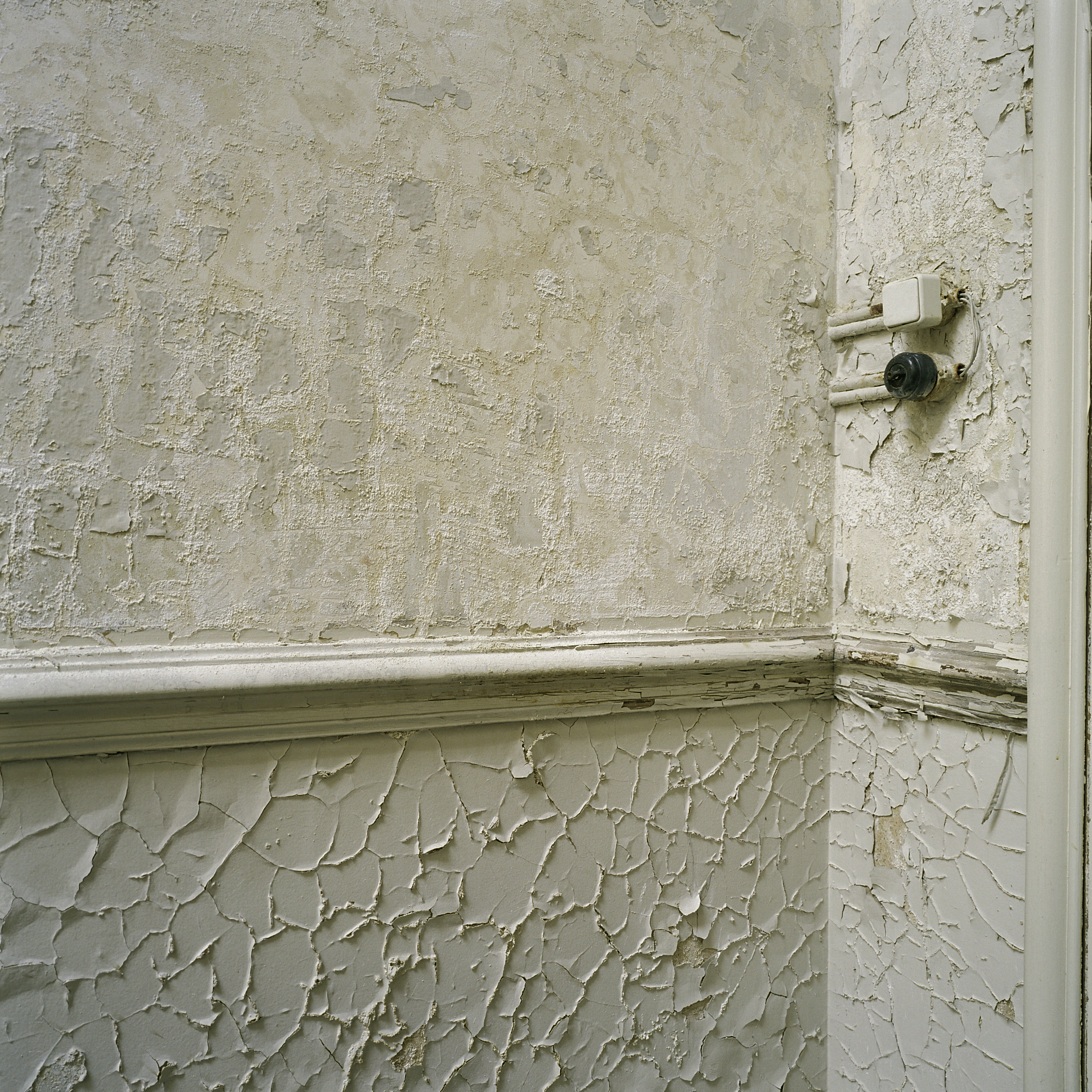
Onderhoud uit te voeren aan een wand met stucwerk waar overheen een laag schilderwerk is aangebracht.

Schilderen is een onderdeel van het bouwproces bij nieuwbouw en bij het onderhoud. Bij nieuwbouw worden nieuwe elementen voor het eerst behandeld en krijgen objecten die reeds bij levering voorzien zijn van een eerste laag voor het eerst een eindafwerkingslaag. Het gaat hierbij om houten elementen zoals kozijnen, stalen elementen zoals balkonhekken en muren waarop geen andere afwerking komt.
Bij het onderhoud wordt bestaand schilderwerk aangepast vanwege de onderhoudsachterstand. Schilderwerk dat aangebracht wordt in het kader van het onderhoud kan op de bestaande laag worden aangebracht mits deze laag voldoende hechting heeft met de ondergrond. Indien dat niet het geval is, moet de oude laag eerst worden verwijderd. Dat gebeurt door af te branden met een brander op gas, een heteluchtbrander, of met afbijtmiddel, telkens gecombineerd met (machinaal) schuren en afkrabben.
Soms wordt het schilderwerk eerder overgeschilderd (of in zijn geheel vervangen) omdat de mode daarom vraagt. Er is dan geen sprake van onderhoud. Het kiezen van een andere kleur brengt een risico met zich mee: de oude lagen kunnen door de nieuwe laag heen schijnen en zorgen dan voor een nadelig kleureffect. Het is dan verstandig om het gehele systeem vanaf de ondergrond aan te brengen.

## Trivia

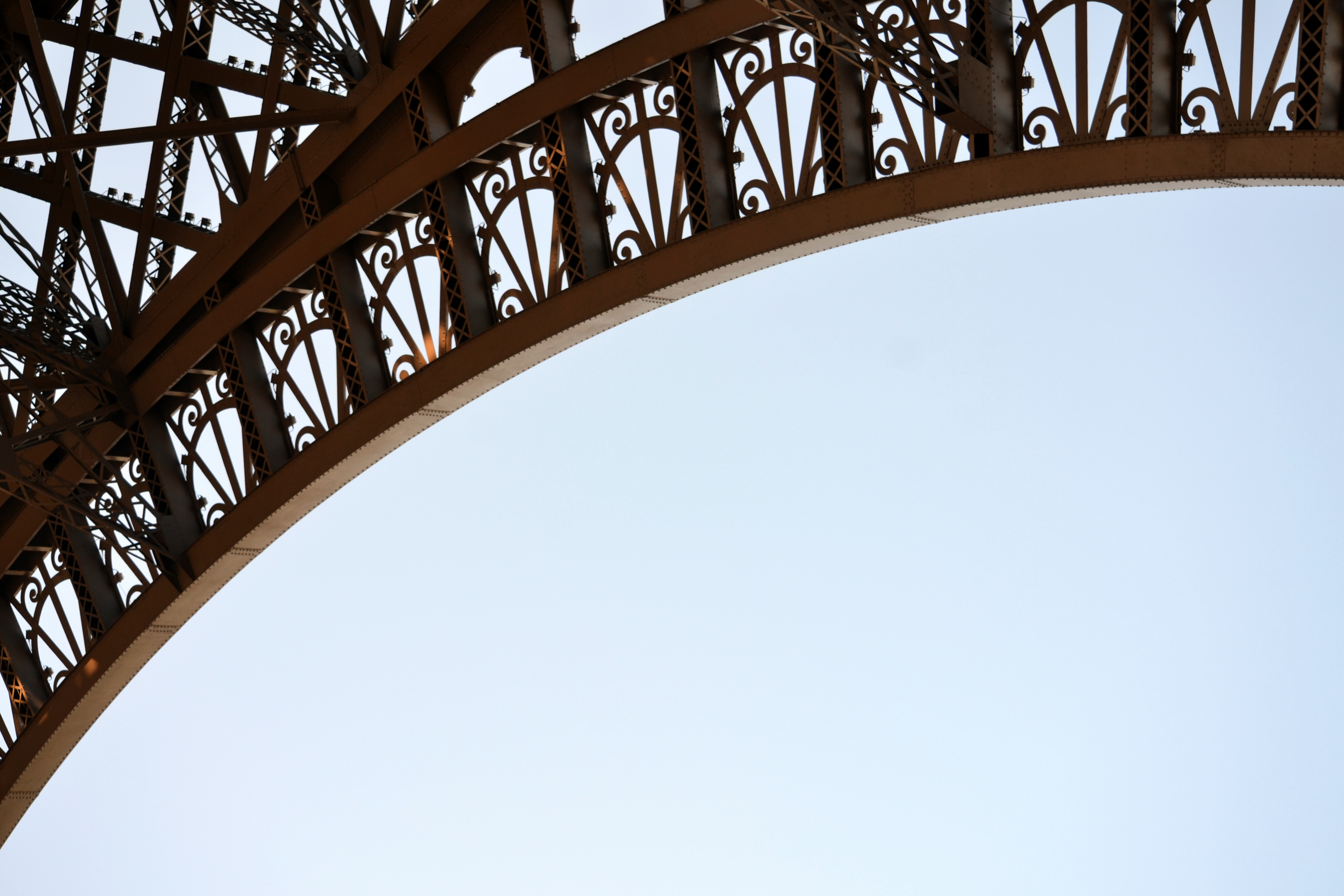
Deel van de boog onder de eerste trans van de Eiffeltoren geschilderd in de typische grauwbruine kleur.

Een van de meest bijzondere "schilderklussen" is de Eiffeltoren. De Eiffeltoren (1889) is geheel van gesmeed ijzer (staal) en met klinknagels in elkaar gezet. Elk onderdeel is prefab gemaakt in een werkplaats en ter plaatse in de toren aangebracht en daar ter plekke ook geschilderd. Om de Eiffeltoren te behouden wordt hij eens in de 7 jaar volledig geschilderd in een grauwbruine kleur. In maart 2009 is begonnen met het aanbrengen van de 19e verflaag. Een aantal lagen is op een groot aantal plaatsen onder die 19e laag nog steeds aanwezig. Het opnieuw schilderen duurt ongeveer 18 maanden. Om de Eiffeltoren in zijn geheel te schilderen is ongeveer 50 tot 60 ton verf nodig, duizend kwasten en tientallen schilders. Het schildersteem is eenvoudig gehouden om de schilders (die aan de toren hangen) het gemakkelijk te maken:
- schoon spoelen en afwassen onderdelen(onder andere vanwege de duivenpoep)
- weg schuren losse lagen en roest
- opschuren oude vaste lagen
- in één keer overschilderen van de geprepareerde laag
- eindcontrole en oplevering